# Pierre Bourdan
Pour les articles homonymes, voir Bourdan et Maillaud.
Pierre Bourdan, de son vrai nom Pierre Maillaud, est un journaliste, résistant et homme politique français, né le 13 mai 1909 à Perpignan, et mort le 13 juillet 1948 au large du Cap Nègre (Var).
Un village de la Creuse, Le Bourg-d'Hem, où il passait ses vacances enfant, est à l’origine de son surnom.

## Biographie
Pierre est le fils de Firmin Jean Maillaud, officier, et de Louise Eva Brezzi. Il est le neveu du peintre Fernand Maillaud. Il devient journaliste pour La Journée Industrielle et Le Soir, puis sous-directeur de l'agence Havas à Londres, en 1932.
Son frère Robert Maillaud, qui était sous-officier au 4e hussard, est mort au combat contre l'armée allemande, le 10 juin 1940.
Pierre rejoint Maurice Schumann et la France Libre dès le 19 juin 1940 et il participe à la création de « l'Agence française indépendante » (AFI). Il parle à Radio Londres de juillet 1940 à juin 1944, participe à l'émission Les Français parlent aux Français, sous le pseudonyme de Pierre Bourdan. En mars 1944, il se résigne à la fusion de l'AFI avec l'agence gaulliste France-Afrique, à l'origine de l'AFP.
Correspondant de guerre auprès de la division Leclerc, il accompagne le 1er août un fer de lance de la 4e division blindée américaine jusqu'aux abords de Rennes. Il est interprète d'un colonel américain, qui insiste pour avoir une entrevue avec le commandant allemand d'une batterie de Flak qui détruit quatorze blindés américains et retarde de deux jours la libération de la ville. Le lendemain, cherchant toujours à entrer le premier dans Rennes, Bourdan est arrêté  et parvient à s’évader près de Saumur du train de déportés et prisonniers, dit train de Langeais ; caché à Longué par la famille Bloudeau, il écoute clandestinement ses amis de Radio Londres à Jumelles, chez Marcel Derouin. Il entre dans Paris aux côtés de la 2e Division Blindée.
À la Libération, Pierre Bourdan collabore au Figaro et à Bref. Député UDSR de 1945 à 1948, il représente la Creuse à la Première Assemblée nationale constituante puis la Seine dans la Deuxième et à l’Assemblée nationale. Il est ministre de la Jeunesse, des Arts et des Lettres, chargé des services de l'information dans le gouvernement Paul Ramadier (1) du 22 janvier au 22 octobre 1947. À ce titre, on peut considérer qu'il est le ministre de la culture "créateur" du festival d'Avignon. Il élabore un projet de loi sur le statut de la presse, plaide pour la suppression de « l'autorisation préalable » qui régissait la presse. Dans le domaine des arts et des lettres, il institue l'aide à la première pièce, en faveur des auteurs dramatiques. Il meurt en mer lors d'une sortie en voilier au large du Lavandou, dans le Var, le 13 juillet 1948. Son corps est retrouvé le 2 août, et ses obsèques sont célébrées le 7 août 1948 au temple de l’Oratoire, à Paris. François Mitterrand prononce son oraison funèbre au cimetière du Montparnasse. Il est inhumé au cimetière de Marly-le-Roi.

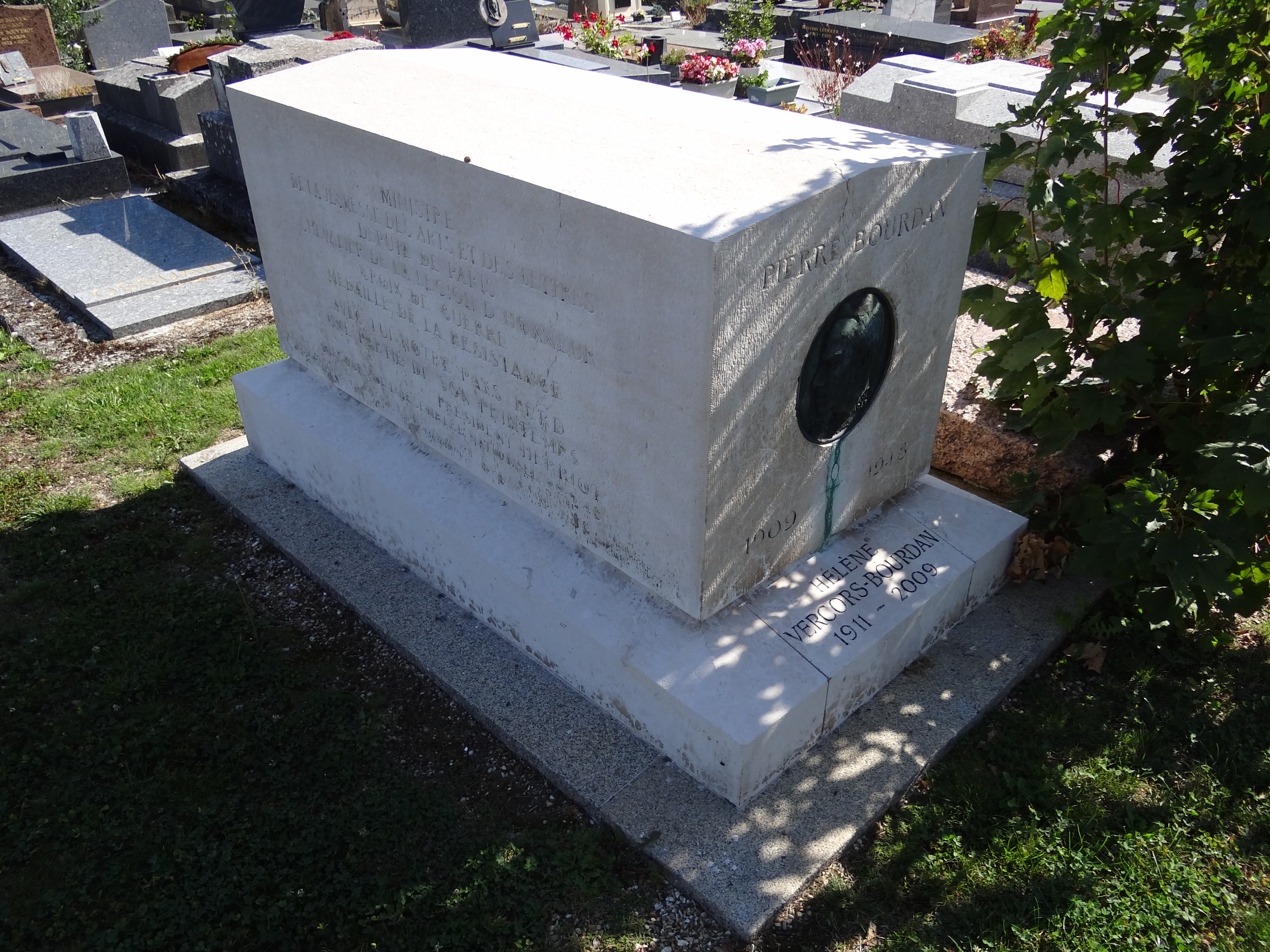
La tombe de Pierre Bourdan au cimetière Bouilhet de Marly-le-Roi (Yvelines).

Sa première épouse, Jeanne (Jeannette) Dalbiez, d'origine catalane, diplômée en droit, était journaliste à France-Soir. Ils eurent deux enfants, Michèle en 1931 et Ian en 1935. Un de ses petits-fils, Christian Maillaud, alias Stan (né le 7 janvier 1968), a été gendarme avant de quitter sa fonction et de devenir activiste en matière de protection de l'enfance. L'activité de ce dernier l'a placé sous le coup d'une condamnation judiciaire,.
Pierre se remarie le 21 décembre 1946 à la mairie du XVème arrondissement de Paris avec Jeanne Marie Henriette Rampillion, actrice dramatique, connue sous le nom d'Hélène Vercors. Leur correspondance est déposée dans le fond Pierre Bourdan de la BnF.

## Hommages

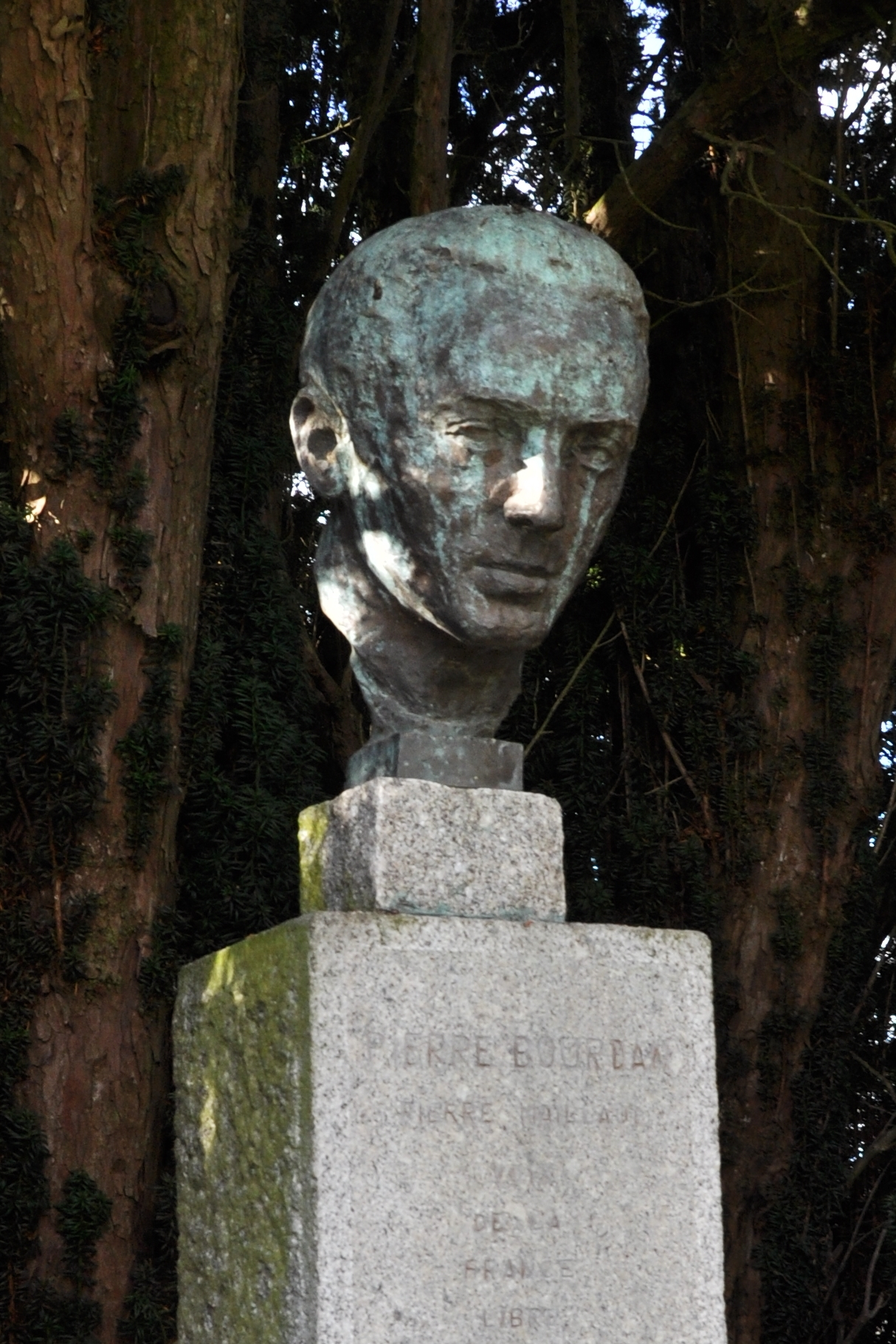
Stèle de Pierre Bourdan au Bourg-d'Hem.

Le 9 juillet 1949, en présence d'Yvon Delbos, ministre de l’Éducation nationale, et de François Mitterrand, alors Secrétaire d'État à la présidence du Conseil, est posée une plaque commémorative au lycée de Guéret, qui porte désormais son nom . En 1950, c'est au Bourg d'Hem que François Mitterrand fait ériger une stèle en mémoire de Pierre Bourdan.
Dans les années qui suivent la disparition de Pierre Bourdan son nom est donné à un grand nombre de lieux : un stade à Caluire-et-Cuire, le lycée de Guéret où il a terminé ses études secondaires. Et tout aussi symboliquement pour ce journaliste, l'ancien siège de RFO. L'hôtel particulier abritant la télévision publique des Outremers portera son nom de 1981 à 1998, on l'appelait "Bourdan" ou le centre Bourdan. Les deux plaques commémoratives de Pierre Bourdan seront installées au nouveau siège de RFO à Malakoff (jusqu'en juin 2025.) Reste aujourd'hui dans le bâtiment vide, en raison du déménagement d'Outremer1 (ex RFO) au siège de France TV, les deux plaques rondes en bronze du profil de Pierre Bourdan. Mais aussi un studio à Radio France Creuse à Guéret et une bibliothèque à Marly-le-Roi.
Il y a une rue Pierre-Bourdan à Paris, Longué-Jumelles, Lyon, Morangis, Bron, Arpajon, Marly le Roi, Laon et Perpignan. À Saint-Nazaire et au Lavandou, on a donné son nom à une place.
L’Association des Amis de Pierre Bourdan a été créée au lendemain de la disparition tragique de ce dernier en 1948 et continue à faire vivre sa mémoire sur un site qui lui est dédié.

## Œuvres
- Carnet de Retour avec la Division Leclerc, éditions Pierre Trémois, 1945 ; récit de la campagne de libération de la France au sein de la 2e Division Blindée - rééd. Payot, 2014.
- Carnet de Retour avec la Division Leclerc, Plon, 1965 (réédition)
- Carnet des jours d’attente (juin 40-juin 44), éditions Pierre Trémois, 1945.
- Perplexités et grandeur de l’Angleterre., collection Aspects du monde, Stock, 1945.
- (en) The English Way, New York, Oxford University Press, 1946.
- Commentaires 1940-1943, Éd. Calmann-Lévy, 1947.
- Pages choisies de Pierre Bourdan, présentées par Jean Oberlé, Éditions Magnard, 1951.
- 1940-1944 Pierre Bourdan vous parle, préface de François Mitterrand, collection « Fantasia Poche Historique » no 211, Magnard, 1990.